# هيرالد صن
ذا هيرالد صن هي صحيفة  يومية مقرها العاصمة الأسترالي ملبورن، ويتم نشرها عن طريق شركة ذا هيرالد آند ويكلي تايمز للنشر، وهي شركة تابعة لشركة Australia Corp News تكون تابعة لشركة Corp New، يتم نشر صحيفة ذا هيرالد صن بشكل أساسي في ملبورن وولاية فكتوريا وتقوم بمشاركة العديد من المقالات مع الصحف اليومية الأخرى التابعة لشركة Corporation News.
كما أن الصحيفة متاحة للشراء في تسمانيا، وفي إقليم العاصمة الأسترالية، وفي المناطق الحدودية لجنوب أستراليا وجنوب نيو ساوث ويلز كريفرينا وساحل نيو ساوث ويلز الجنوبي عبر موقع الويب الخاص بها، وهي متاحة للشراء إلكتروني بالإضافة إلى التطبيق، وفي عام 2017 وصل عدد النسخ الموزعة 350 من يوم الإثنين وحتى يوم الجمعة ألف نسخة يومي.

## أصل المنشأ
```
صحيفة ذا هيرالد صن هي نتيجة جمع تم في عام 1990 بين صحيفتين مملوكتين من قبل شركة and Herald The times Weekly وهما: صحيفة Pictorial-News Sun The الصباحية وصحيفة ذا هيرالد التي يتم إصدارها بعد الظهر، وتم نشر الصحيفة المدموجة لأول مرة في الثامن من تشرين الأول عام 1990 تحت اسم ذا هيرالد-صن، وقد تمت إزالة الشرطة في العنوان ُعقب الأول من أيار من عام 1993 في محاولة لمحو أثر أصل الصحيفة والذي يكون صحيفتان مدموجتان، وكذلك مع حقيقة أن معظم أعمدة ومميزات صحيفتي ً تماشي Herald The و Pictorial-News Sun The قد تم إما إيقافها أو تصنيفها بالكامل في أقسام جديدة بحلول عام 1993.
```

## التاريخ

### ذا هيرالد

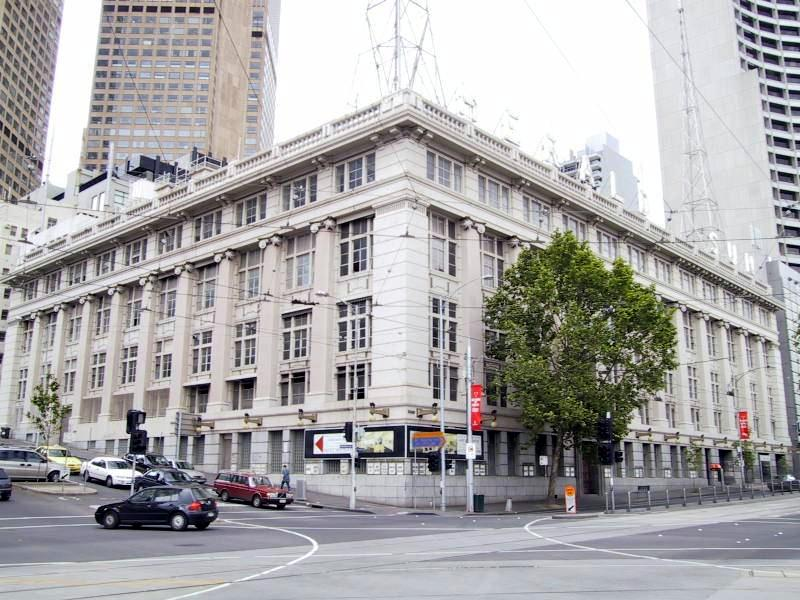
مبنى شركة ذا هيرالد آند ويكلي تايمز القديم في شارع فليندرز

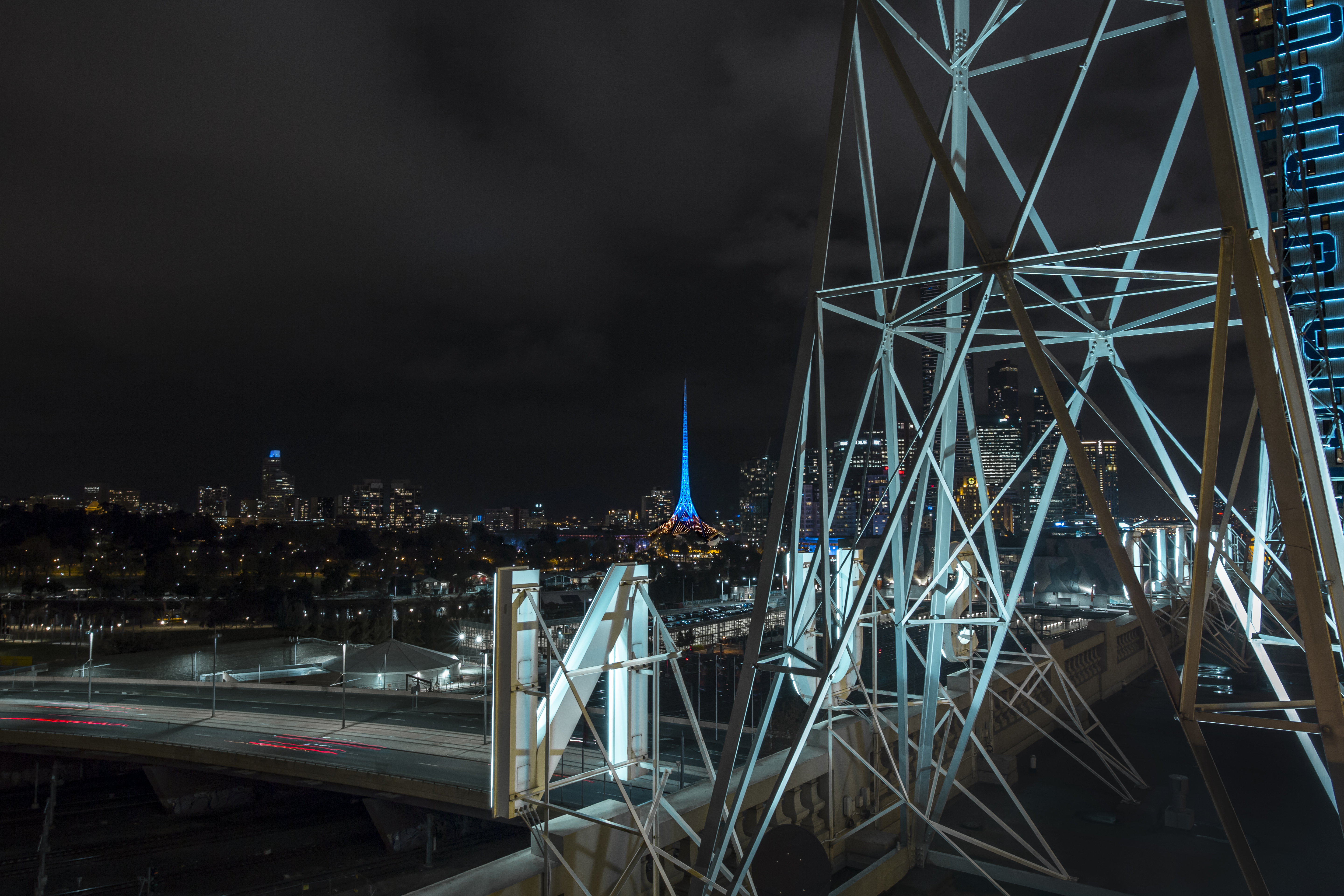
منظر برج مركز ملبورن للفنون والذي يكون خلف اللافتات الموضوعة على سطح مبنى ذا هيرالد أند ويكلي تايمز

أُنشئت صحيفة ذا هيرالد من قبل جورج كافينا في الثالث من كانون الثاني عام 1840 باسم بورت فيليب هيرالد، وفي عام 1849 تغير الاسم إلى Herald Morning Melbourne The ، وفي بداية عام 1855 تغير الاسم مجد ًدا إلى Melbourne ً Herald ا الاستقرار على اسم ذا هيرالد في الثامن من أيلول من نفس العام قبل أن يتم أخير – وهو الاسم الذي ستس تقر عليه لقر ٍن وثلاثة عقود ونصف تالية – ومن عام 1869 كانت صحيفة مسائية، وقد كان الكولونيل ويليام توماس ري في وق ٍت ا معاوًنا قبل أن يصبح رئيس التحرير في ً ر ّ ا وأصبح فيما بعد محر ً ا أدبي ً ما محرر 1904، وحينما تم إغلاق صحيفة Argus The عام 1957 قامت Times Weekly and Herald The بشرائها واستأنفت نشاطات Argus الإعلامية، وفي عام 1986 تم إيقاف نسخة الصحيفة التي تصدر كل سبت والتي كانت تحمل عنوان Herald Weekend The بهدف التفرقة بينها وبين الصحيفة التي تصدر من يوم الإثنين وحتى الجمعة.

### صحيفة ذا صن نيوز-بيكتوريال
أُنشئت صحيفة ذا صن نيوز- بيكتوريال في الحادي عشر من أيلول عام 1922 واشترتها شركة ذا هيرالد آند ويكلي تايمز في 1925.

## دمج 1990 لتكوين ذا هيرالد صن
كان مع تداول النسخ الموزعة في بدايات صحيفة ذا هيرالد ما يقارب 600 ألف نسخة، ولكن بحلول الذكرى السنوية المائة والخمسين عام 1990، ومع تأثير الأخبار المسائية التي تذاع عبر التلفاز وازدياد نسبة الأشخاص الذين يستقلون السيارات بدلاً من المواصلات العامة للعودة من العمل إلى منازلهم، انخفض معدل النسخ الموزعة إلى أقل من 200 ألف، وكان هذا العدد أقل بكثير من صحيفة ذا مورننغ صن.
وحينما لم يتبقى خيار سوى إغلاق صحيفة ذا هيرالد، قررت شركة ذا هيرالد آند ويكلي تايمز أن تدمج الصحيفتين.
وبعد إنخفاض تدريجيًّ في معدل النسخ الموزعة تم إلغائه وبعد انخفاض تدريج جاءت نسخة الصحيفة التي تصدر بعد الظهر، وُنشرت آخر نسخة في 21 كانون الأول من عام 2001، وقد س ّدت شركة Australia Corp News The نتجة الم لصحيفة Mx ا ً جزء من تلك الفجوة، حيث قامت بتوزيعها بحرية بعد الظهر في جميع أنحاء ملبورن حتى الثاني عشر من حزيران 2015، على الرغم من عدم توفرها خارج تلك المنطقة بشكل عام.
ويشمل المحررين الجدد بيتر بلوندن، وسايمون بريستل، وفيل غاردنر، وبروس غوثري

## التوزيع
تمتلك ذا هيرالد صن أكبر معدل تداول لصحيفة يومية في أستراليا، ويبلغ عدد النسخ الموزعة يومي 350 ألف نسخة ما يعادل 26.1 مليون قارئ.
ووف ًقا لمزودي التحليلات عبر الويب أليكسا و،SimilarWeb موقع ذا هيرالد صن يحتل المركز 74 و 125 على التوالي في قائمة أكثر المواقع زيارًة في أستراليا على التوالي، وفي عام 2015 صنف SimilarWeb الموقع في المركز الخامس عشر لأكثر المواقع الإخبارية زيارة في أستراليا، والذي يجذب ما يقارب 6.6 ا ً مليون زائر شهري.

## القطع القابلة للجمع
كان لدى ذا هيرالد صن مجموعة من المجلات، والدبابيس، والتذكارات)والتي عاد ًة ما تكون مع شري ٍك خارجي (والتي يمكن الحصول عليها إما باستخراجها من الصحيفة أو باستعمال رم ٍز مأخوذ من الصحيفة لجمع أو شراء القطعة، والقطع التي كانت من ضمن هذا المخطط هي:
- ملصقات رئاسة الوزراء التي رسمها ويليام إيليس غرين (WEG (الرسمية (-1966(
- دبوس شعلة الألعاب الأولمبية لعام 2002، مجموعة تتكون من 15 دبوسا للمكان ودبوسا واحد لولاية فيكتوريا (2000)
- بطاقات تبادل الدوري الأسترالي لكرة القدم – ا، عند اقتراب بداية موسم دوري كرة القدم الأسترالي) سنوي 2004 -إلى الوقت الحاضر (
- دبابيس ذا سيمبسونز (2006(
- ميداليات Socceroos (2006)
- لاحتفال بمرور 50 عاما على التلفاز (2006) بالاشتراك مع Network Nine
- دبابيس سلسلة The Ashes (2006)
- • مجموعة ROM-CD الموسوعة العائلية)2006 -)بالاشتراك مع شركة Kindersley Dorling للنشر
- The Greatest (2007) سلسلة مجلة مكونة من 14 جزء
- (2007 (Pictures Amazing سلسلة مجلة مكونة من 4 أجزاء.
- • مجموعة أقراص الدي في دي (2009 (Atlas Discovery
- مجموعة هاري بوتر The Ultimate Collection (2011)

## الخلافات

### اتحاد Greens الكونفيدرالي والمخدرات
قبيل انتخابات عام 2004، نشرت صحيفة هيرالد صن مقالاً كتبه جيرارد ماكمانوس بعنوان «حزب Greens يدعم المخدرات غير (، وقد قدم الأخير عد ًد Greens على سياستي القانونية»)هيرالد صن، 31 آب، 2004 ا من الادعاءات حول حزب ً الأسترالي بناء تقليل الضرر وإلغاء التجريم التي قاموا بنشرها على موقع الويب التابع لهم آنذاك، ورفع الحزب شكوى إلى مجلس الصحافة الأسترالي، فجاء بيان الحكم كالآتي:
في ظل اقتراب الانتخابات، كان الضرر المحتمل كبيرا، ولا يمكن معرفة الضرر الانتخابي ولكن تم تضليل ً في ظل اقتراب الانتخابات، كان الضرر المحتمل كبير اء بشكل جدي، كانت الادعاءات التي تم تقديمها في المقال الأصلي غير دقيقة وقد انتهكت ّ القر المبادئ التوجيهية للمجلس للتأكد من دقة ما يتم الإبلاغ عنه، والتأكد من الحقائق غير مغلوطة، وأن يتم تحقيق التوازن والعدل في التقارير التي تحظى باهتما ٍم عا ٍم.

### احتقار حماية المصدر
تم اتهام صحيفتي هيرالد صن مايكل هارفي وجيرارد اكمانوس بازدراء المحكمة في حزيران 2007 بعد رفضهما الإفصاح عن مصدر قصة كتبها الثنائي عن خطط الحكومة الأسترالية لتقليص استحقاقات المحاربين القدامى، وأدى الجدل إلى تحريض لتغيير القانون وفرض «قانون حماية» في أستراليا والذي يأخذ في عين الاعتبار أخلاق الصحفيين.

### كاريكاتير الرسام ويليام
بعد اتهام الحكم كارلوس راموس من قبل سيرينا وليام بالسلوك الجنسي في نهائي البطولة المفتوحة للسيدات عام 2018، قام رسام هيرالد صن الكاريكاتيري مارك نايت برسم رسم توضيحي للمباراة التي تم وصفها على أنها جنسية وعنصرية، تظهر ويليامز في الكاريكاتير أنها حطمت مضربها بينما هناك دمية طفل على الأرض، وقد قورنت رسوم نايت بالرسوم التوضيحية الشهيرة في فترة جيم كرو في الولايات المتحدة من قبل البعض، بما في ذلك رسام الكاريكاتير السياسي وكاتب العمود في واشنطن مايكل كانفا، وتم اتهام نايت بأنه قد جعل خصم ويليام اليابانية نايومي أوساكا تظهر على أنها «امرأة ًعا لذلك، كانت هناك إدانة هامة لكل من هيرالد صن ونايت بسبب استخدام هذه الصورة من قبل المؤلف بيضاء»، وتب K.J رولينق وريف.جيسي جاكسن من بين الآخرين، وقد قامت هيرالد صن بالدفاع عن قرارها بنشر الكاريكاتير، وبعد يومين من نشرها الأولي، تم إعادة طبع الكاريكاتير بالإضافة إلى سلسلة رسوم توضيحية أخرى من قبل نايت في صفحتها الأولى تحت ا بكم في عالم الكمبيوتر ً عنوان «مرحب»

## الصحفيين وكتاب الأعمدة البارزين
•غاري أبليت جونيور
• كاميرون آدمز
• جايسون أك رمانيس
• جون أنديرسون
• جيمي بارتل
• بيتر بلوندن
• أندرو بولت
• ميكي كاهيل
• جيمس كامبل
• روبرت فيدجون
• مارك نايت
• إدي ماكجواير
• جيرارد مكمانوس
• نيل ميتشل
• كيث مور
• لوري أوكس
• ريتا بناهي
• مارك روبنسون
• أندرو رول
• مايك شيهان
• جيل سينجر
• أنيكا سميثورست
• أوسمار وايت

## النظائر
تسمى نسخة يوم الأحد بـSun Herald Sunday ، ونظرائها في سيدني هم Telegraph Daily The و Sunday The Telegraph ، بينما تكون مربوطة في بريسبان بصحيفتي Mail-Courier The وMail Sunday ، وفي أديلاد ترتبط بصحفيتي Sunday MailوThe Advertiser The وفي هوبارت بصحيفتي The Sunday Tasmaniandو The Mercury وفي داروين، ترتبط بصحيفتي Sunday Territorianو The Northen Territory News

## وصلات خارجية
- - Official website
  - The Port Phillip Herald and The Herald archive, 1840-1902
  - Media Watch segment aired 1 May 2006, ABC. "Age vs. Hun: Off-field Biff". Video accessed online 6 June 2006.